# Critics' Choice Movie Award de la meilleure chanson originale
Le Critics' Choice Movie Award de la meilleure chanson originale (Broadcast Film Critics Association Award for Best Song) est une récompense décernée aux professionnels de l'industrie du cinéma par le jury de la Broadcast Film Critics Association depuis 1999.

## Palmarès

### Années 1990
- 1999 : When You Believe dans Le Prince d'Égypte (The Prince of Egypt) – (Sally Dworsky et Michelle Pfeiffer) par Stephen Schwartz

### Années 2000
- 2000 : Music of My Heart dans La Musique de mon cœur (Music of the Heart) – (Gloria Estefan et *NSYNC) par Diane Warren
- 2001 : My Funny Friend and Me dans Kuzco, l'empereur mégalo (The Emperor's New Groove) – (Sting) par David Hartley et Sting
- 2002 : May It Be dans Le Seigneur des anneaux : La Communauté de l'anneau (The Lord of The Rings: The Fellowship of the Ring) – (Enya) par Enya, Nicky Ryan et Roma Ryan
  - There You'll Be dans Pearl Harbor – (Faith Hill) par Diane Warren
  - Until dans Kate et Léopold (Kate et Leopold) – (Sting) par Sting
- 2003 : Lose Yourself dans 8 Mile – (Eminem) par Jeff Bass, Eminem et Luis Resto
  - Father and Daughter dans La Famille Delajungle, le film (The Wild Thornberrys Movie) – (Paul Simon) par Paul Simon
  - Hero dans Spider-Man – (Chad Kroeger et Josey Scott) par Chad Kroeger et Josey Scott
- 2004 : A Mighty Wind dans A Mighty Wind – (La distribution du film) par Christopher Guest, Eugene Levy et Michael McKean
  - Man of the Hour dans Big Fish – (Pearl Jam) par Eddie Vedder
  - School of Rock dans Rock Academy – (La distrubtion du film) par Sammy James et Mike White
  - The Heart of Every Girl dans Le Sourire de Mona Lisa (Mona Lisa Smile) – (Elton John) par Elton John
  - Time Enough for Tears dans In America – (Andrea Corr) par Bono, Gavin Friday et Maurice Seezer
- 2005 : Old Habits Die Hard dans Irrésistible Alfie (Alfie) – (Mick Jagger) par Mick Jagger et Dave Stewart
  - Accidentally in Love dans Shrek 2 – (Counting Crows) par Counting Crows
  - Believe dans Le Pôle express (The Polar Express) – (Josh Groban) par Glen Ballard et Alan Silvestri
- 2006 : Hustle et Flow dans Hustle et Flow (Hustle et Flow) – (Terrence Howard) par Terrence Howard
  - A Love That Will Never Grow Old dans Le Secret de Brokeback Mountain (Brokeback Mountain) – (Emmylou Harris) par Gustavo Santaolalla et Bernie Taupin
  - Same in Any Language dans Rencontres à Elizabethtown (Elizabethtown) – (I Nine et My Morning Jacket) par Nancy Wilson et Cameron Crowe
  - Seasons of Love dans Rent – (La distribution du film) par Jonathan Larson
  - Travelin' Thru dans Transamerica – (Dolly Parton) par Dolly Parton
- 2007 : Listen dans Dreamgirls – (Beyoncé) par Scott Cutler, Henry Krieger et Anne Preven
  - I Need To Wake Up dans Une vérité qui dérange (An Inconvenient Truth) – (Melissa Etheridge) par Melissa Etheridge
  - My Little Girl dans Flicka – (Tim McGraw) par Tom Douglas et Tim McGraw
  - Never Gonna Break My Faith dans Bobby – (Aretha Franklin, Boys Choir of Harlem, Mary J. Blige) par Bryan Adams
  - Ordinary Miracle dans Le Petit monde de Charlotte (Charlotte's Web) – (Sarah McLachlan) par Sarah McLachlan
  - The Neighbor dans Dixie Chicks: Shut Up and Sing – (Dixie Chicks) par Dixie Chicks
- 2008 : Falling Slowly dans Once – (Glen Hansard et Marketa Irglova) par Glen Hansard et Marketa Irglova
  - Come So Far (So Far to Go) dans Hairspray – (Nikki Blonsky, Zac Efron, Elijah Kelley et Queen Latifah) par Marc Shaiman et Scott Wittman
  - Do You Feel Me dans American Gangster – (Anthony Hamilton) par Anthony Hamilton
  - Guaranteed dans Into the Wild – (Eddie Vedder) par Eddie Vedder
  - That's How You Know dans Il était une fois (Enchanted) – (Amy Adams) par Alan Menken et Stephen Schwartz
- 2009 : The Wrestler dans The Wrestler – (Bruce Springsteen) par Bruce Springsteen
  - Another Way to Die dans Quantum of Solace – (Alicia Keys et Jack White) par Jack White
  - Down to Earth dans WALL-E – (Peter Gabriel) par Peter Gabriel et Thomas Newman
  - I Thought I Lost You dans Volt, star malgré lui (Bolt) – (Miley Cyrus et John Travolta) par Miley Cyrus et Jeffrey Steele
  - Jai Ho dans Slumdog Millionaire – (Vijay Prakash, Sukhwinder Singh, Mahalaxmi Iyer et Tanvi Shah) par A. R. Rahman et Gulzar

### Années 2010
- 2010[1] : The Weary Kind dans Crazy Heart – (Ryan Bingham) par Ryan Bingham et T-Bone Burnett
  - All Is Love dans Max et les maximonstres (Where the Wild Things Are) – (Karen O) par Karen O et Nick Zinner
  - Almost There dans La Princesse et la Grenouille (The Princess And The Frog) – (Anika Noni Rose) par Randy Newman
  - Cinema Italiano dans Nine – (Kate Hudson) par Maury Yeston
  - (I Want to) Come Home dans Everybody's Fine – (Paul McCartney) par Paul McCartney
- 2011[2] : If I Rise dans 127 heures (127 Hours) – (Dido et A. R. Rahman) par Rollo Armstrong, Dido et A. R. Rahman
  - Je veux y croire (I See the Light) dans Raiponce (Tangled) – (Mandy Moore et Zachary Levi) par Alan Menken et Glenn Slater
  - Shine dans Waiting for Superman – (John Legend) par John Legend
  - We Belong Together dans Toy Story 3 – (Randy Newman) par Randy Newman
  - You Haven't Seen the Last of Me dans Burlesque – (Cher) par Diane Warren
- 2012[3] : Life’s a Happy Song dans Les Muppets, le retour (The Muppets) – (Jason Segel, Amy Adams et Walter) par Bret McKenzie
  - Hello Hello dans Gnoméo et Juliette (Gnomeo et Juliet) – (Elton John et Lady Gaga) par Elton John et Bernie Taupin
  - Man or Muppet dans Les Muppets, le retour (The Muppets) – (Jason Segel et Walter) par Bret McKenzie
  - Pictures in My Head dans Les Muppets, le retour (The Muppets) – (Kermit la grenouille et les Muppets) par Aris Archontis, Jeannie Lurie et Chen Leeman
  - The Living Proof dans La Couleur des sentiments (The Help) – (Mary J. Blige) par Mary J. Blige, Harvey Mason, Jr., Thomas Newman et Damon Thomas
- 2013[4] : Skyfall dans Skyfall – (Adele) par Adele et Paul Epworth
  - For You dans Act of Valor – (Keith Urban) par Monty Powell et Keith Urban
  - Learn Me Right dans Rebelle (Brave) – (Birdy et Mumford and Sons) par Mumford and Sons
  - Still Alive dans Paul Williams Still Alive – (Paul Williams) par Paul Williams
  - Suddenly dans Les Misérables – (Hugh Jackman) par Alain Boublil, Herbert Kretzmer et Claude-Michel Schönberg
- 2014[5] : Let It Go dans La Reine des neiges (Frozen) – (Idina Menzel) par Kristen Anderson-Lopez et Robert Lopez
  - Atlas dans Hunger Games : L'Embrasement (The Hunger Games : Catching Fire) – (Coldplay) par Coldplay
  - Happy dans Moi, moche et méchant 2 (Despicable Me 2) – (Pharrell Williams) par Pharrell Williams
  - Ordinary Love dans Mandela : Un long chemin vers la liberté (Mandela : Long Walk to Freedom) – (U2) par U2
  - Please Mr. Kennedy dans Inside Llewyn Davis – (Adam Driver, Oscar Isaac et Justin Timberlake) par T-Bone Burnett, Joel et Ethan Coen, George Cromaty, Ed Rush et Justin Timberlake
  - Young and Beautiful dans Gatsby le Magnifique (The Great Gatsby) – (Lana Del Rey) par Lana Del Rey
- 2015[6] : Glory dans Selma – (John Legend et Common) par Common et John Legend
  - Big Eyes dans Big Eyes – (Lana Del Rey) par Lana Del Rey
  - Everything is Awesome dans La Grande Aventure Lego (The Lego Movie) – (The Lonely Island et Tegan and Sara) par The Lonely Island, Jo Li et Shawn Patterson
  - Lost Stars dans New York Melody (Begin Again) – (Keira Knightley) par Gregg Alexander, Danielle Brisebois, Nick Lashley et Nick Southwood
  - Yellow Flicker Beat dans Hunger Games : La Révolte, partie 1 (The Hunger Games: Mockingjay - Part 1) – (Lorde) par Lorde et Joel Little
- 2016 : See You Again dans Fast and Furious 7 (Furious 7) – (Wiz Khalifa et Charlie Puth) par Andrew Cedar, DJ Frank E, Wiz Khalifa et Charlie Puth
  - Love Me like You Do dans Cinquante nuantes de Grey (Fifty Shades of Grey) – (Ellie Goulding) par Ilya, Savan Kotecha, Tove Lo, Max Martin et Ali Payami
  - One Kind of Love dans Love and Mercy – (Brian Wilson) par Scott Bennett et Brian Wilson
  - Simple Song#3 dans Youth – (Sumi Jo) par David Lang
  - Til it Happens to You dans The Hunting Ground – (Lady Gaga) par Lady Gaga et Diane Warren
  - Writing's on the Wall dans 007 Spectre (Spectre) – (Sam Smith) par Jimmy Napes et Sam Smith
- 2017 : City of Stars dans La La Land – (Ryan Gosling et Emma Stone) par Justin Hurwitz et Pasek and Paul
  - Audition dans La La Land – (Emma Stone) par Justin Hurwitz et Pasek and Paul
  - Can't Stop the Feeling! dans Les Trolls – (La distribution du film) par Max Martin, Shellback et Justin Timberlake
  - Drive It Like You Stole It dans Sing Street – (Ferdia Walsh-Peelo) par Gary Clark
  - How Far I'll Go dans Vaiana : La Légende du bout du monde (Moana) – (Auli'i Cravalho) par Lin-Manuel Miranda
  - The Rules Don't Apply dans L'Exception à la règle (Rules Don't Apply) – (Lily Collins) par Eddie Arkin et Lorraine Feather
- 2018 : Remember Me dans Coco – (Benjamin Bratt) par Kristen Anderson-Lopez et Robert Lopez
  - Evermore dans La Belle et la Bête (Beauty and the Beast) – (Dan Stevens) par Alan Menken et Tim Rice
  - Mystery of Love dans Call Me by Your Name – (Sufjan Stevens) par Sufjan Stevens
  - Stand Up for Something dans Marshall – (Common et Andra Day) par Common et Diane Warren
  - This Is Me dans The Greatest Showman – (Keala Settle) par Pasek and Paul
- 2019 : Shallow dans A Star Is Born par Lady Gaga et Bradley Cooper
  - All the Stars dans Black Panther
  - Girl in the Movies dans Dumplin'
  - I'll Fight dans RBG
  - The Place Where Lost Things Go dans Le Retour de Mary Poppins (Mary Poppins Returns)
  - Trip a Little Light Fantastic dans Le Retour de Mary Poppins (Mary Poppins Returns)

### Années 2020
- 2020 : Glasgow (No Place Like Home) – Wild Rose
- (I'm Gonna) Love Me Again – Rocketman
  - I'm Standing With You – Breakthrough
  - Into the Unknown – La Reine des neiges 2 (Frozen II)
  - Speechless – Aladdin
  - Spirit – Le Roi lion (The Lion King)
  - Stand Up – Harriet

- 2021 : Speak Now dans One Night in Miami
  - Everybody Cries dans Assiégés (The Outpost)
  - Fight for You dans Judas and the Black Messiah
  - Husavik dans Eurovision Song Contest: The Story of Fire Saga
  - Io sì dans La Vie devant soi (The Life Ahead)
  - Tigress & Tweed dans The United States vs. Billie Holiday

- 2022 : No Time to Die dans Mourir peut attendre (No Time to Die)
  - Be Alive dans La Méthode Williams (King Richard)
  - Dos Oruguitas dans Encanto : La Fantastique Famille Madrigal (Encanto)
  - Guns Go Bang dans The Harder They Fall
  - Just Look Up dans Don't Look Up : Déni cosmique (Don't Look Up)

- 2023 : Naatu Naatu (M. M. Keeravani, Kaala Bhairava et Rahul Sipligunj) – RRR
  - Carolina (Taylor Swift) – Là où chantent les écrevisses
  - Ciao Papa (Alexandre Desplat, Roeban Katz, et Guillermo del Toro) – Pinocchio
  - Hold My Hand (Lady Gaga, BloodPop et Benjamin Rice) – Top Gun: Maverick
  - Lift Me Up (Tems, Rihanna, Ryan Coogler et Ludwig Göransson) – Black Panther: Wakanda Forever
  - New Body Rhumba – White Noise

- 2024 : I'm Just Ken – Barbie
  - Dance the Night – Barbie
  - Peaches – Super Mario Bros., le film (The Super Mario Bros. Movie)
  - Road to Freedom – Bayard Rustin (Rustin)
  - This Wish – Wish : Asha et la Bonne Étoile (Wish)
  - What Was I Made For? – Barbie

- 2025 : El Mal (Camille et Clément Ducol) - Emilia Pérez
  - Beautiful That Way (Andrew Wyatt, Miley Cyrus et Lykke Zachrisson) - The Last Showgirl
  - Compress/Repress (Trent Reznor, Atticus Ross et Luca Guadagnino) - Challengers
  - Harper and Will Go West (Sean Douglas, Josh Greenbaum et Kristen Wiig) - Will & Harper
  - Kiss the Sky (Jordan K. Johnson, Stefan Johnson, Maren Morris, Michael Pollack et Ali Tamposi) - Le Robot sauvage (The Wild Robot)
  - Mi Camino (Camille et Clément Ducol) - Emilia Pérez